# Ончуков, Николай Евгеньевич
Николай Евгеньевич Ончуков (3 марта 1872, Сарапул — 11 марта 1942, посёлок Ахуны, Пенза) — российский фольклорист, этнограф, журналист и издатель, действительный член Императорского русского географического общества.

## Деятельность
В 1893 году окончил Казанскую земскую фельдшерскую школу, в 1903 году — Санкт-Петербургский археологический институт.
С 1900 года принимал участие во многих фольклорно-этнографических экспедициях, результаты которых широко освещались в специальных изданиях. Является первооткрывателем эпической традиции на низовой Печоре.
С 1897 по 1936 год работал в российских и советских периодических изданиях («Сын отечества», «Новое время», «Живая старина», «Краеведение» и др.), в 1909—1917 годах издавал в Сарапуле либерально-демократическую газету «Прикамская жизнь», один из создателей городского музея. В 1924—1930 годах Ончуков преподавал фольклор в Ленинградском университете.
В 1929 году женился во второй раз. Его супругой стала Анна Александровна Булавкина — ботаник-флорист, также работавшая в Ленинградском университете. Детей у супругов не было.

## Репрессии
Впервые Ончуков был арестован в Ленинграде 1 сентября 1930 года и 20 мая 1931 года по статье 58-11 УК РСФСР приговорён к высылке в Северный край. Ссылку отбывал до 26 июля 1932 года в городах Котлас и Никольск. 23 марта 1935 года как социально опасный элемент был лишён права проживания в 15 крупнейших городах и выслан из Ленинграда в Пензу.
Второй раз был арестован в Пензе по делу «контрреволюционной группы церковников» 5 октября 1939 года. Осужден на 10 лет. Отбывал наказание в ИТК № 1 НКВД, пос. Ахуны, где и скончался в заключении.

## Реабилитация
Внесудебные решения 1931 и 1935 годов в отношении Н. Е. Ончукова были отменены в 1989 году согласно статье I Указа Президиума Верховного Совета СССР «О дополнительных мерах по восстановлению справедливости в отношении жертв репрессий, имевших место в период 1930-40-х и начала 1950-х годов».
Постановлением Президиума Верховного Суда РСФСР от 6 декабря 1989 года приговор Пензенского областного суда в отношении Ончукова отменён, дело производством прекращено за отсутствием состава преступления.

## Публикации
- «По Чердынскому уезду» (1901 г., малая серебряная медаль ИРГО)
- Былинная поэзия на Печоре (1903 г.)
- Печорские былины. Архивная копия от 26 апреля 2017 на Wayback Machine (1904 г., малая золотая медаль ИРГО)
- Северные сказки: (Архангел. и Олонец. гг.):Сб. — СПб.: Тип. А. С. Суворина, 1909. — XLVIII, 643 с. Архивная копия от 26 декабря 2016 на Wayback Machine (большая золотая медаль ИРГО)
- «Северные народные драмы» (1911 г.)